# Pleurothallis cobriformis
Pleurothallis cobriformis är en orkidéart som beskrevs av Louis Otho Otto Williams. Pleurothallis cobriformis ingår i släktet Pleurothallis och familjen orkidéer.
Artens utbredningsområde är Panamá. Inga underarter finns listade i Catalogue of Life.